# Сватбаре
Сватбаре (болг. Сватбаре) — село в Болгарии. Находится в Кырджалийской области, входит в общину Кырджали. Население составляет 49 человек.

## Политическая ситуация
В местном кметстве Калоянци, в состав которого входит Сватбаре, должность кмета (старосты) исполняет Мехмед  Хасан Неджиб (Движение за права и свободы (ДПС)) по результатам выборов правления кметства.
Кмет (мэр) общины Кырджали — Хасан Азис (Движение за права и свободы (ДПС)) по результатам выборов в правление общины.